# Ronald Raldes
Ronald Raldes Balcázar, né le 20 avril 1981 à Santa Cruz de la Sierra, est un footballeur international bolivien qui évolue au poste de défenseur central.

## Carrière
Raldes commence à jouer dans le club du Destroyers Santa Cruz, figurant dans l'effectif pendant deux saisons. Ensuite, il s'engage avec l'Oriente Petrolero, parvenant à s'imposer au poste de titulaire. Sa deuxième saison avec l'Oriente lui permet d'inscrire ses premiers buts en professionnel et lui ouvre les portes de la sélection bolivienne.
Il fait en tout quatre saisons pleines avec cette équipe avant de quitter le pays pour l'Argentine. Raldes signe avec le Rosario Central, et fait figure de remplaçant. Néanmoins, il parvient, dès la saison suivante, à se faire une place de titulaire. Après cinq années en Argentine, il part pour l'Al-Hilal mais ne reste qu'une petite saison.
Raldes signe ensuite avec le CD Cruz Azul en 2009 mais il y joue très peu. Après une saison au Maccabi Tel-Aviv, il revient en Argentine, avec le Colón Santa Fe. En 2011, il participe pour la quatrième fois à une Copa América mais c'est sa première comme capitaine. En novembre 2013, il quitte le club de Santa Fe car celui-ci n'est pas en mesure de lui payer son salaire.

## Statistiques

### En sélection nationale
| Saison                | Sélection             | Phases finales          | Phases finales | Phases finales | Phases finales | Éliminatoires CDM | Éliminatoires CDM | Éliminatoires CDM | Matchs amicaux | Matchs amicaux | Matchs amicaux | Total | Total | Total |
| Saison                | Sélection             | Compétition             | M              | B              | Pd             | M                 | B                 | Pd                | M              | B              | Pd             | M     | B     | Pd    |
| --------------------- | --------------------- | ----------------------- | -------------- | -------------- | -------------- | ----------------- | ----------------- | ----------------- | -------------- | -------------- | -------------- | ----- | ----- | ----- |
| 1999-2000             | Bolivie               | -                       | -              | -              | -              | 0                 | 0                 | 0                 | -              | -              | -              | 0     | 0     | 0     |
| 2000-2001             | Bolivie               | Copa América 2001       | 3              | 0              | 0              | 1                 | 0                 | 0                 | -              | -              | -              | 4     | 0     | 0     |
| 2001-2002             | Bolivie               | -                       | -              | -              | -              | 3                 | 0                 | 0                 | -              | -              | -              | 3     | 0     | 0     |
| 2002-2003             | Bolivie               | -                       | -              | -              | -              | -                 | -                 | -                 | 2              | 0              | 0              | 2     | 0     | 0     |
| 2003-2004             | Bolivie               | Copa América 2004       | 3              | 0              | 0              | 4                 | 0                 | 0                 | 1              | 0              | 0              | 8     | 0     | 0     |
| 2004-2005             | Bolivie               | -                       | -              | -              | -              | 8                 | 0                 | 0                 | -              | -              | -              | 8     | 0     | 0     |
| 2005-2006             | Bolivie               | -                       | -              | -              | -              | 3                 | 0                 | 0                 | -              | -              | -              | 3     | 0     | 0     |
| 2006-2007             | Bolivie               | Copa América 2007       | 3              | 0              | 0              | -                 | -                 | -                 | 1              | 0              | 0              | 4     | 0     | 0     |
| 2007-2008             | Bolivie               | -                       | -              | -              | -              | 6                 | 0                 | 0                 | 4              | 0              | 0              | 10    | 0     | 0     |
| 2008-2009             | Bolivie               | -                       | -              | -              | -              | 6                 | 0                 | 0                 | -              | -              | -              | 6     | 0     | 0     |
| 2009-2010             | Bolivie               | -                       | -              | -              | -              | 1                 | 0                 | 0                 | -              | -              | -              | 1     | 0     | 0     |
| 2010-2011             | Bolivie               | Copa América 2011       | 3              | 0              | 0              | -                 | -                 | -                 | 5              | 0              | 0              | 8     | 0     | 0     |
| 2011-2012             | Bolivie               | -                       | -              | -              | -              | 3                 | 0                 | 0                 | 2              | 0              | 0              | 5     | 0     | 0     |
| 2012-2013             | Bolivie               | -                       | -              | -              | -              | 6                 | 0                 | 0                 | 2              | 0              | 0              | 8     | 0     | 0     |
| 2013-2014             | Bolivie               | -                       | -              | -              | -              | 3                 | 0                 | 0                 | 3              | 0              | 0              | 6     | 0     | 0     |
| 2014-2015             | Bolivie               | Copa América 2015       | 4              | 1              | 0              | -                 | -                 | -                 | 5              | 1              | 0              | 9     | 2     | 0     |
| 2015-2016             | Bolivie               | Copa América Centenario | -              | -              | -              | -                 | -                 | -                 | 1              | 0              | 0              | 1     | 0     | 0     |
| 2016-2017             | Bolivie               | -                       | -              | -              | -              | 8                 | 1                 | 0                 | -              | -              | -              | 8     | 1     | 0     |
| 2017-2018             | Bolivie               | -                       | -              | -              | -              | 4                 | 0                 | 0                 | 3              | 0              | 0              | 7     | 0     | 0     |
| Total sur la carrière | Total sur la carrière | Total sur la carrière   | 16             | 1              | 0              | 56                | 1                 | 0                 | 29             | 1              | 0              | 101   | 3     | 0     |

## Palmarès
- Champion de Bolivie en 2001 avec l'Oriente Petrolero.
- Vainqueur de la Coupe Aerosul en 2003 avec l'Oriente Petrolero